# Billetophilie

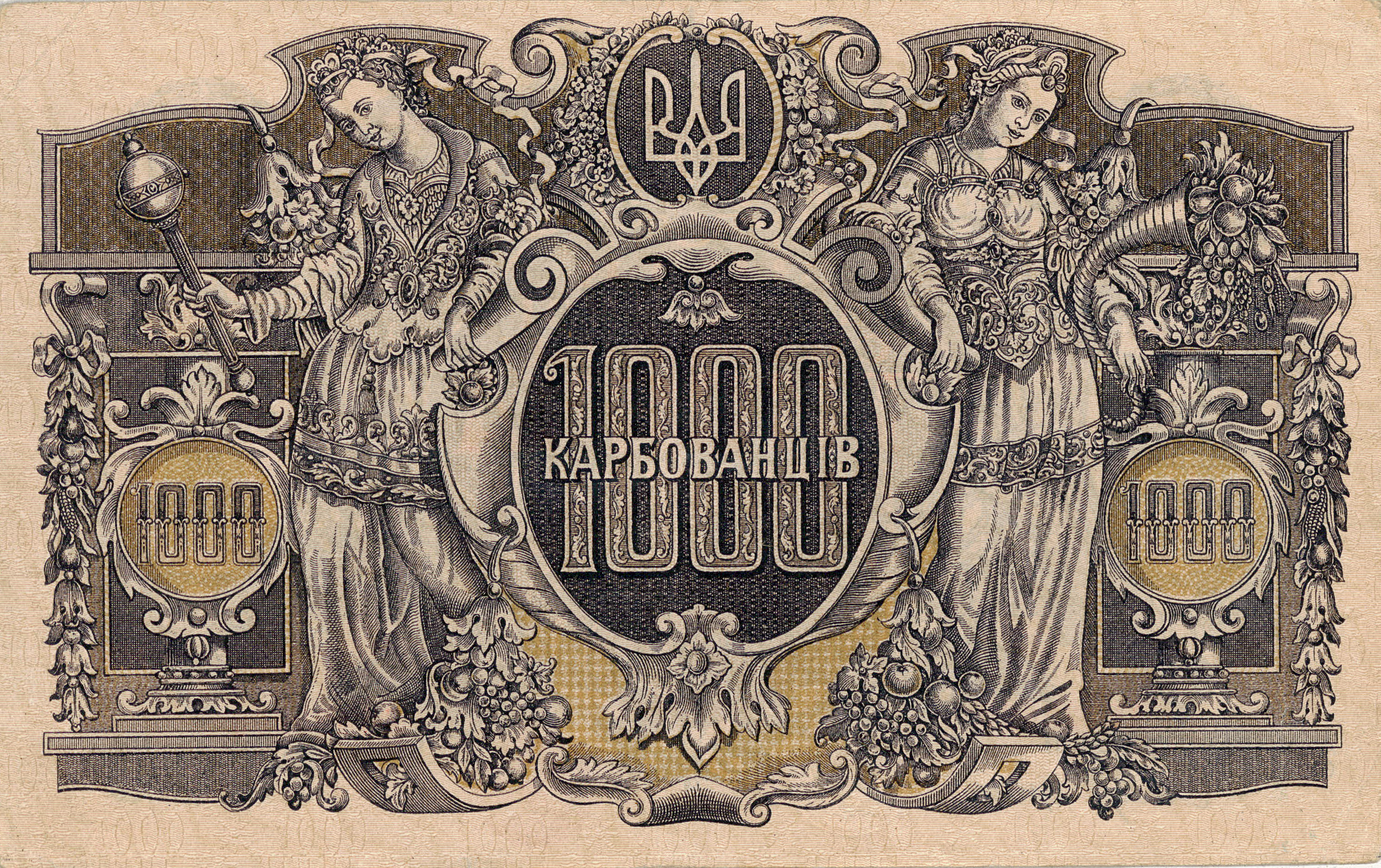
Billet de banque ukrainien de 1919

La billetophilie est le nom donné à l'activité qui consiste à collectionner des billets de banque.

## Histoire d'un loisir
Cette activité connaît ses premiers développements à Londres au milieu du XXe siècle quand l'entreprise Stanley Gibbons chercha à étendre son offre en matière de philatélie. En 1961, l'International Bank Note Society (IBNS) voit le jour. En France, les premiers véritables catalogues répertoriant les différentes coupures ainsi que leurs cotes apparaissent au début des années 1970, mais la référence en la matière demeure l'édition annuelle du catalogue américain World Paper Money conçu à l'origine par le numismate allemand Albert Pick (le nom "Pick" attenant à un chiffre sert généralement à référencer les vignettes). Bien que la billetophilie semble récente, comparée par exemple au fait de collectionner les timbres ou les estampes, on peut estimer que l'intérêt pour les billets de banque augmenta avec l'apparition des premières vignettes en couleurs gravées en taille douce et richement illustrées, et ce, dès la fin du XIXe siècle. 
La billetophilie (en anglais : notaphily) est liée à la numismatique, les collectionneurs de pièces de monnaie pouvant parfois associer leurs deux passions, lesquelles renvoient à des instruments de paiement, et aussi à la scripophilie, l'activité qui consiste à collectionner des actions et des obligations périmées.

## Quelques principes
Le billetophile recherche, dans la mesure du possible, des billets en bon état de conservation, non déchirés, tachés, pliés ou percés de trous d'épingle (épinglage). Les trous sont très courants sur les émissions antérieures aux années 1980 et étaient le fait des caissiers et comptables qui rassemblaient ainsi les billets en liasse de 10.
Il est recommandé de ne pas chercher à "laver" ou repasser un billet de banque : ceci affecterait le grain de l'image, son relief. Certains détachants dégraissant ou antirouille ne doivent pas être utilisés : ils ont tendance à laisser des macules ou auréoles. 
Une échelle de cotation simplifiée a été mise en place, à l'instar de celle utilisée pour les pièces de monnaie, qualifiant ainsi plus ou moins l'état du billet et donc son prix de vente :
- NEUF : n'a jamais circulé, état neuf et impeccable (se dit aussi "NC")
- SPL : pour "splendide", n'a pas circulé mais comporte un épinglage
- SUP : état superbe, a très peu circulé, un ou deux épinglages, pas de tache
- TTB : très bel état, quelques pliures, pas de déchirure
- TB : bel état, pliures et quelques trous, a circulé et est taché
- B : billet ayant circulé, aspect usagé mais acceptable

En deçà, il est recommandé par les experts de ne pas collectionner de tels billets. L'échelle de cotation anglo-saxonne fonctionne un peu sur le même principe, allant de UNC (uncirculated : n'a jamais circulé) à G (good : acceptable).
Enfin, il existe des feuilles de classeurs transparentes appropriées pour pouvoir y glisser et donc présenter ses billets : ne jamais les coller sur un support et éviter de les laisser exposer à la lumière du jour (les rayons ultra-violets, la chaleur font passer les couleurs).

## Thématiques
Vouloir commencer une collection de billets de banque pose la question des thèmes et des axes que l'on souhaite suivre :
- par pays : par exemple, la France, dont les premières émissions abordables remontent à 1862.
- par genre : uniquement les billets représentant des animaux, des personnages illustres, des monuments, etc.
- par concepteur : certains collectionnent les billets dessinés et gravés par des artistes célèbres comme le Français Luc-Olivier Merson ou le Tchèque Alfons Mucha.
- par date d'émission, numéro de série, etc.
- les contrefaçons, les variétés fantaisistes ou parodiques, etc.

Il existe bien entendu beaucoup d'autres axes de collection : chacun fait ce qu'il lui plait, la billetophilie reste un loisir, souvent abordable, mais qui peut devenir un véritable placement. Ainsi, certains collectionneurs ne recherchent que les billets rarissimes et d'un intérêt historique capital, constituant un véritable patrimoine.

## Glossaire
- Avers : on dit plutôt recto
- Cartouche : fenêtre généralement blanche et vide figurant la zone filigranée
- Cote : prix auquel le billet est vendu
- Cours forcé : billet non échangeable, bon comme monnaie
- Cours légal : billet en circulation et utilisable
- Création : date à laquelle le billet est conçu
- Dessin : ou étude préparatoire, maquette exécutée par un artiste en grand format
- Émission : date à laquelle le billet commence à circuler
- Essai : vignette de pré-émission (ou épreuve)
- État de conservation : qualité du billet (cf. ci-dessus)
- Fauté : erreur à l'impression
- Faux : imitation, contrefaçon
- Filigrane : image incluse dans le papier et visible en transparence
- Graveur : qui réalise sur un support la gravure du motif ou dessin
- Impression à l'identique : procédé inventé par Andrieu, l'image recto est imprimée au verso mais en inversé (ou "en miroir").
- Indice : mention indiquant la somme (par ex. "Cent francs")
- Millésime : renvoie à la date imprimée au recto
- Numéro de série : rend chaque billet unique
- Polychromie : impression à quatre couleurs et plus
- Présenté : billet étant revenu à la Banque centrale et annulé
- Recto : l'endroit d'un billet, plus lumineux et informé, que le verso
- Retrait : billet retiré de la circulation
- Revers : on dit plutôt verso [(en) reverse]
- Surchargé : ajout d'une mention après l'impression
- Talon : zone située à l'extrême droite ou gauche du billet et généralement imprimée en style calligraphique, ayant pour pendant une contremarque de sécurité
- Type : caractéristiques d'un billet
- Uniface : billet possédant un verso vierge
- Verso : l'envers d'un billet, moins coloré et informé que le recto

### Exemples d'articles Wikipedia montrant des billets
Billets anciens :
- le jiaozi, l'un des premiers billets au monde (Chine)
- les assignats, billets émis sous la Révolution française
- les billets de banque en franc français dont le 5000 francs Flameng, l'un des billets français les plus recherchés
- les billets drapeaux, fabriqués par les États-Unis pour la France en 1944
- les billets de banque tibétains
- les billets de nécessité, comme la monnaie de carte

…
Billets en circulation :
- Baht : billets de la Thaïlande
- Billets de banque en euro : émissions officielles de la zone euro
- Kip : billets du Laos
- Peso argentin : billets de l'Argentine
- Peso chilien : billets du Chili
- Peso philippin : billets des îles Philippines
- Yen : billets du Japon